# 해양환경교육원
해양환경교육원(海洋環境開發敎育院, Marine Environment Research & Training Institute)은 해양환경과 관련한 문제를 슬기롭게 해결하고 해양자원을 효율적으로 이용하여 인류의 삶을 풍요롭게 하기 위하여 설립된 대한민국 해양수산부 산하 해양환경관리공단의 부설교육기관이다.

 부산광역시 영도구 해양로301번길 23에 위치하고 있다.

## 연혁
- 2010년 11월 25일 준공식[5]
- 2011년 1월      해양환경개발교육원 개원
- 2015년 1월      해양환경교육원으로 기관명 변경[6]
- 2016년 3월      국가해양환경교육센터 보관됨 2017-02-28 - 웨이백 머신로 지정(해양수산부)

## 조직

### 해양환경교육원장
- 교육개발팀
- 교육운영팀

### 국가해양환경교육센터장
- 국가해양환경교육센터

## 같이 보기
- 해양수산부
- 해양환경관리공단
- 해양환경개발교육원